# Ali Al-Ghazawi
Ali Al-Ghazawi (em árabe: علي سليمان الغزاوي; nascido em 1963) é um ex-ciclista olímpico saudita. Al-Ghazawi representou sua nação nos Jogos Olímpicos de Verão de 1984 na prova individual de corrida em estrada, em Los Angeles.